# 杨东生
杨东生（1918年—1982年），原名协饶登珠（藏語：ཤེས་རབ་དོན་གྲུབ།，威利转写：shes rab don grub），又名东周，男，藏族，四川金川人，中华人民共和国政治人物。

## 生平
杨东生是四川省阿坝州金川县集沐乡雅京村人。1935年，参加红军红三十三军。抗日战争期间，担任新四军第四师第六支队中队指导员、第二十六团电台队长。此后担任华东野战军十二纵淮南情报总站教导员。中华人民共和国成立后，担任西藏自治区筹备委员会委员。1961年，出任西藏自治区筹备委员会副主任委员。1965年，任中共西藏工委副书记兼西藏民族学院副院长。1965年，任中共西藏自治区党委书记处书记、西藏自治区政府副主席。1971年，任中共西藏自治区党委书记。1977年，任西藏自治区政协副主席。1981年，任西藏自治区人大常委会主任。